# 二十五有
二十五有（にじゅうご う）とは衆生が生死（しょうじ）流転する生存の世界を二十五種に分類されるありよう。
その分類の内訳は、四洲（四有）、四悪趣（四有）、六欲天（六有）、梵天（一有）、無想天（一有）、五那含天（または五浄居天、ごじょうごてん）（一有）、四禅天（四有）、四空処天（四有）の二十五種からなる。
有（う）とは「因果不亡」、因果は死なず、因によって必ず果を得るということを表している。